# Жанааул (Туркестанская область)
Жанааул (каз. Жаңаауыл) — упразднённое село в Сарыагашском районе Туркестанской области Казахстана. Входило в состав Дарбазинского сельского округа. Код КАТО — 515449200. В 2010-е годы включено в состав села Дарбаза.

## Население
В 1999 году население села составляло 905 человек (455 мужчин и 450 женщин). По данным переписи 2009 года, в селе проживал 1121 человек (554 мужчины и 567 женщин).